# Chiesa di Santa Caterina (Gorreto)
La chiesa di Santa Caterina da Siena è un luogo di culto cattolico situato nel comune di Gorreto, in via Capoluogo, nella città metropolitana di Genova. La chiesa è sede della parrocchia omonima del vicariato di Bobbio, Alta Val Trebbia, Aveto e Oltre Penice della diocesi di Piacenza-Bobbio.
Dalla parrocchia di Gorreto dipendono l'oratorio di Santa Maria Assunta di Pissino e l'oratorio di Nostra Signora Ausiliatrice nella frazione di Campomolino.

## Storia e descrizione

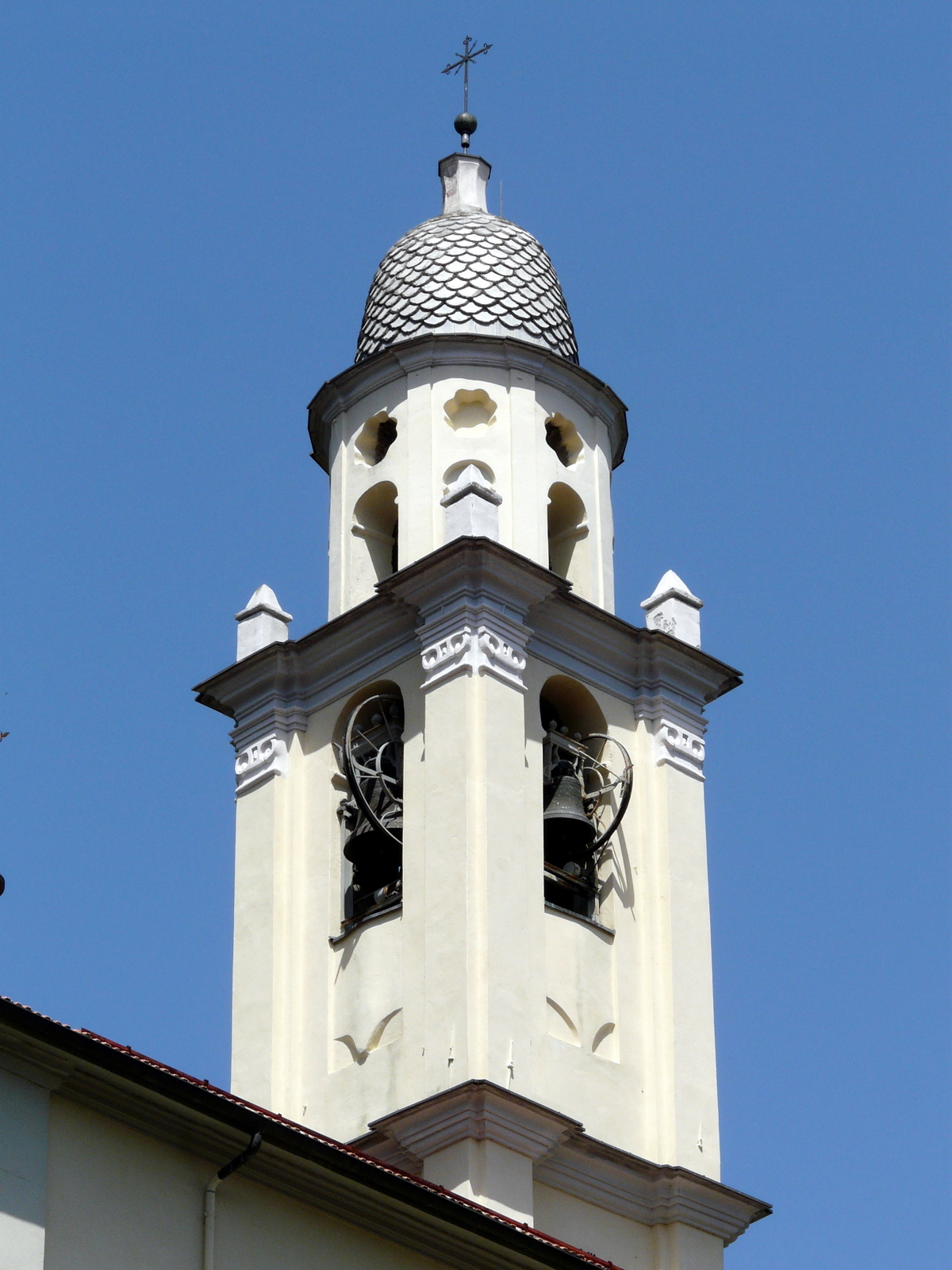
Particolare del campanile

L'edificio è situato a Gorreto ed intitolato alla santa Caterina da Siena che, secondo alcune fonti, fu ospite nel 1376 a Genova della nobile Orietta Centurione Scotto durante il viaggio di ritorno da Avignone. Considerata dalla famiglia Centurione la loro "santa protettrice", i due principi Luigi e Carlo Centurione vollero dedicare a santa Caterina nel 1641 la nuova chiesa e parrocchia di Gorreto facente parte della diocesi di Piacenza-Bobbio.
L'interno della struttura è ad unica navata con quattro nicchie ai lati.
Tra le opere pittoriche e scultoree conservate vi è l'altorilievo sull'altare maggiore ritraente Santa Caterina che riceve la confessione dal beato Raimondo da Capua; nell'abside è presente una tela del XVIII secolo raffigurante la Madonna della Misericordia. I confessionali, in legno intarsiato, sono databili al XV secolo.
La chiesa fu consacrata dall'arcivescovo di Genova Giovanni Lercari nel 1786.